# GeneRally
GeneRally è un videogioco freeware appartenente alla categoria dei simulatori di guida a schermata fissa. È stato creato dai fratelli finlandesi Hannu e Jukka Räbinä e la prima release pubblica del gioco risale al 16 maggio 2002. L'ultima versione del gioco è la 1.2d, pubblicata il 6 gennaio 2018.

## Modalità di gioco
La grafica del gioco è tridimensionale ma l'inquadratura è fissa dall'alto e ricorda i vecchi giochi di guida arcade. Questa visuale facilita il gioco di più persone sullo stesso PC tramite tastiera o gamepad.
Dalla schermata principale è possibile selezionare i piloti in gara, i veicoli da utilizzare e le piste su cui correre. Il numero massimo di giocatori in gara è 6, i quali possono essere sia umani sia controllati dall'intelligenza artificiale, ossia in automatico dal computer. Nel caso di un solo giocatore selezionato la modalità di gioco è quella time trial; altrimenti il gioco è costituito da una o più gare, in quest'ultimo caso facenti parte di un campionato, comprensivo di relativa classifica. La lunghezza delle gare si può basare sul numero di giri oppure su una distanza in chilometri o in minuti. È presente la simulazione del consumo di carburante e di gomme, con la possibilità di effettuare pit-stop, anche per riparare eventuali danni. Durante la corsa è possibile visualizzare il replay e salvare la partita per riprenderla in un secondo momento. Tra i 12 veicoli disponibili di default nel gioco vi sono, a titolo di esempio, una vettura di Formula 1, un'auto da rally e un monster truck.
I percorsi inclusi nella versione di base di GeneRally sono fittizi, prevalentemente corti e semplici. I 36 tracciati presenti sono divisi in tre set: 16 negli Old Tracks, fino alla versione 1.05 denominato GeneRally; 15 nei World Tracks (inizialmente World Tour), piste introdotte a partire dalla versione 1.05 del gioco e relative ciascuna a un Paese particolare; infine 5 Default Tracks, presenti dalla versione 1.10. Un'ulteriore pista presente nella prima versione beta del gioco in seguito non è stata più inserita, mentre un altro tracciato a tema invernale è apparso solo nella versione 1.05 Christmas Edition. Il gioco è inoltre fornito di un editor di tracciati per creare piste personalizzate.
Le due lingue presenti nel gioco sono l'inglese e il finlandese, con la possibilità di aggiungerne delle altre. Oltre alla possibilità di inserire tracciati addizionali l'espandibilità del gioco riguarda altri aspetti come le vetture, i font, le palette e gli effetti sonori.
Sullo stesso computer possono giocare contemporaneamente fino a 6 giocatori, mentre non è prevista una modalità multiplayer in rete; pertanto su internet vengono organizzati vari tipi di competizioni che in genere prevedono l'invio via e-mail di una schermata che attesti i risultati ottenuti e/o del file contenente la pista con i propri risultati registrati.

## Sviluppo
Dopo la release di GeneRally 1.05, risalente al 22 dicembre 2003, lo sviluppo del gioco si interruppe a causa degli impegni personali dei fratelli Räbinä. Tuttavia nel 2010 alcuni membri del forum ufficiale del gioco si misero in contatto con Hannu Räbinä, ottenendo il codice sorgente del gioco e potendo in questo modo portare avanti lo sviluppo dello stesso; tra gli sviluppatori delle versioni a partire dalla 1.10 figurano James Burgess, Rich Nagel, Markku Hyrkäs e Tuomo Häikiö. A distanza di più di sette anni dalla precedente, il 18 febbraio 2011 è stata pubblicata la versione 1.10, seguita poi da alcuni interventi di risoluzione di bug, con le release 1.10b e 1.10c, quest'ultima uscita il 2 maggio 2011. L'8 luglio 2012, in occasione del decimo anniversario della prima edizione del gioco, è stata pubblicata una versione ulteriormente aggiornata, la 1.2, alla quale ne sono seguite altre due con diverse riparazioni di bug. Con la pubblicazione della versione 1.2 è stata annunciata l'interruzione dello sviluppo attivo del gioco per lavorare ad un sequel. Tuttavia nel gennaio 2018 è uscita la sottoversione 1.2d, che apporta solo correzioni di bug.